# Hoffen
Hoffen település Franciaországban, Bas-Rhin megyében. Lakosainak száma 1141 fő (2022. január 1.). Hoffen Aschbach, Hunspach, Betschdorf, Oberrœdern, Retschwiller, Rittershoffen, Schœnenbourg és Soultz-sous-Forêts községekkel határos.

## Népesség
A település népességének változása:
| Lakosok száma | 1155 | 1138 | 1152 | 1125 | 1122 | 1118 | 1137 | 1142 | 1141 |
|               | 2013 | 2015 | 2016 | 2017 | 2018 | 2019 | 2020 | 2021 | 2022 |